# الملاكمة في الدورة الرياضية العربية السادسة الدار البيضاء 1985

## توزيع الاوسمة
| ت | البلد   | ذهبية | فضية | برونزية | المجموع |
| - | ------- | ----- | ---- | ------- | ------- |
| 1 | المغرب  | 6     | 1    | 3       | 10      |
| 2 | تونس    | 2     | 5    | 2       | 9       |
| 3 | العراق  | 2     | 1    | 1       | 4       |
| 4 | سوريا   | 1     | 2    | 7       | 10      |
| 5 | الجزائر | 1     | 2    | 6       | 9       |
| 6 | لبنان   | -     | 1    | 1       | 2       |
| 7 | الكويت  | -     | -    | 3       | 3       |
| 8 | فلسطين  | -     | -    | 1       | 1       |

## النتائج الكاملة
| Event                | الذهبية                  | الفضية                    | البرونزية             |                              |
| -------------------- | ------------------------ | ------------------------- | --------------------- | ---------------------------- |
| نصف الذباب 48كغم     | محجوب مجيريش (المغرب)    | عبد الجليل بن مسعود(تونس) | باسم مهيري(سوريا)     | عبد المجيد بن فاري (الجزائر) |
| الذبابة 51كغم        | ميلود الموحي (المغرب)    | زهير عباس (العراق)        | حامد الحلبوني (سوريا) | إبراهيم الإبراهيمي(الجزائر)  |
| الديك 54كغم          | طلال شوا (سوريا)         | علي جندوبي (تونس)         | سعيد صامت (المغرب)    | طاهر نمار(الجزائر)           |
| الريشة 57كغم         | عبد الحق العاشق (المغرب) | أحمد أبو مايز (سوريا)     | محمد بن دوة (تونس)    | هشام أبوعيد(فلسطين)          |
| الخفيف 60كغم         | طاهر الناصري(تونس)       | مصطفى فضلي(المغرب)        | نضال حداد(سوريا)      | سعيد عزالدين(الجزائر)        |
| فوق الخفيف 63.5كغم   | حامد عديل(المغرب)        | نجيب الزدام(تونس)         | صالح عطا (العراق)     | جان غزال (سوريا)             |
| الوسط 67كغم          | خميس الرفاعي (تونس)      | كمال عبود (الجزائر)       | مازن الخانجي (سوريا)  | ادريس الفليتي(المغرب)        |
| خفيف المتوسط 71كغم   | عبد الله تيبازي (المغرب) | محمد بن شريفة (تونس)      | مجدي رامز (الكويت)    | نور الدين مزياني(الجزائر)    |
| المتوسط 75كغم        | محمد بن إبراهيم (المغرب) | حسن كوردية (سوريا)        | رؤوف الحربي (تونس)    | محمد زاوي (الجزائر)          |
| خفيف الثقيل 81كغم    | مصطفى موسى(الجزائر)      | أحمد المصري (لبنان)       | جمال فرج (سوريا)      | رشيد قوريوي(المغرب)          |
| الثقيل 91كغم         | إسماعيل خليل (العراق)    | محمد بوشيش (الجزائر)      | علي البلوشي (الكويت)  | علي شحاده(لبنان)             |
| فوق الثقيل فوق 91كغم | ناصر خالد (العراق)       | علي خمار(تونس)            | نعيم شميس(الكويت)     | محمد سليمان(سوريا)           |

## وصلات خارجية
- اللجنة الأولمبية الجزائرية
- اللجنة الأولمبية الليبية
- اللجنة الأولمبية الكويتية